# 김재현 (1959년)
김재현(金在峴, 1959년 3월 3일 ~ )은 전 KBO 리그 삼미 슈퍼스타즈의 선수이며 1997년 12월 창단된 고향 속초에 위치한 속초상업고등학교 야구부 초대감독을 맡았는데 1999년 청룡기 고교야구 대회 1회전(VS 동산고)서 8회 콜드게임승(11-4)을 거두어 야구부 창설 이후 전국대회 첫 승리를 기록했다.

## 출신학교
- 설악중학교
- 동산고등학교

1. ↑  이한수 (1999년 6월 5일). “1-2년생으로 일군‘신생팀 투혼’”. 조선일보. 2020년 8월 3일에 확인함.